# New Whittington
New Whittington – osada w Anglii, w Derbyshire. Leży 4,6 km od miasta Chesterfield, 39,7 km od miasta Derby i 215,4 km od Londynu. W 2001 miejscowość liczyła 3919 mieszkańców.